# フェリックス・サンドマン
フェリックス・カール・ヴィルヘルム・サンドマン (Felix Karl Wilhelm Sandman、1998年10月25日-)は、スウェーデンのシンガーソングライター。彼は、ザ・フー・コンスピラシー中で最も知られている。

## キャリア
2017年に、FO&Oから離脱し、ソロ活動を開始した。 彼の初のソロシングル"Every Single Day"は、スウェーデンのシングルチャートで1位を記録した。 サンドマンは、Melodifestivalen2018に、この楽曲で参加し、サンドマンとMimi Werneとセカンドチャンスラウンドに出場した。 サンドマンは、フレンズ・アレーナで開かれた予選に優勝した。彼は決勝で2位に終わった。 サンドマンは、ユーロビジョン・ソング・コンテスト2018で、スウェーデンのスポークスパーソンを務めた。

## ディスコグラフィー

### シングル
| タイトル                                      | 年     | ピークチャート | 認証取得   | アルバム          |
| タイトル                                      | 年     | SWE            | 認証取得   | アルバム          |
| --------------------------------------------- | ------ | -------------- | ---------- | ----------------- |
| "Every Single Day"                            | 2018年 | 1              | - GLF:白金 | Non-album singles |
| "Tror du att han bryr sig" （ ベンジャミン告) | 2018年 | 7              | - GLF金    | Non-album singles |
| "Imprint"                                     | 2018年 | 52             |            | Non-album singles |